# فيتيل
فيتيل جروب شركة صناعة الاتصالات العسكرية وهي شركة اتصالات متعددة الجنسيات فيتنامية ومقرها في هانوي ، فيتنام. وهي أكبر مزود لخدمات الاتصالات في فيتنام. إنها مؤسسة مملوكة للدولة تملكها وتشغلها وزارة الدفاع .
تعتبر فيتيل موبايل، المنتج الأكثر شهرة لـ فيتيل، حاليًا هي مشغل الشبكة المهيمن الذي يتمتع بأكبر حصة سوقية في سوق خدمات الاتصالات الفيتنامية. على مدار 30 عامًا، نمت الشركة من شركة إنشاءات إلى مجمع يضم خمسة خطوط أعمال تشمل الاتصالات وتكنولوجيا المعلومات ؛ البحث وتصنيع المعدات الإلكترونية والاتصالات السلكية واللاسلكية ؛ صناعة الدفاع؛ الأمن السيبراني والخدمات الرقمية. تعتبر واحدة من أكبر المؤسسات الحكومية المملوكة للدولة في فيتنام وأكثرها فعالية، وذلك بفضل أعلى إيرادات لها وأكبر مساهمة في ميزانية الدولة وأعلى قيمة للعلامة التجارية. منذ عام 2000 ، حصلت شركة فيتيل على 1.78 كوادريليون من الإيرادات بقيمة عملة دونج الفيتنامية، في حين بلغت أرباحها وحقوق ملكية المالك والعائد على حقوق الملكية 334 تريليون دونج فيتنامي و 134 تريليون دونج فيتنامي و 30٪ -40٪ على التوالي. أنفقت الشركة 3500 مليار دونج فيتنامي في أنشطة المسؤولية الاجتماعية للشركات.
اعتبارًا من 2018 ، كان لديها 50000 موظف داخل وخارج البلاد،  وتخدم 110 مليون مشترك.

## روابط خارجية
- موقع Viettel Mobile الرسمي
- Viettel الشركات